# Bactris hirta
Bactris hirta är en enhjärtbladig växtart som beskrevs av Carl Friedrich Philipp von Martius. Bactris hirta ingår i släktet Bactris och familjen Arecaceae.

## Underarter
Arten delas in i följande underarter:
- B. h. hirta
- B. h. jenmanii
- B. h. lakoi
- B. h. pectinata